# Population carcérale en France
Pour des articles plus généraux, voir Prison en France et Population carcérale.
Cet article présente diverses statistiques sur la population carcérale française, à savoir l'ensemble personnes détenues (prévenues ou condamnées) incarcérées au sein d'un établissement pénitentiaire et placées sous la responsabilité de l'administration pénitentiaire.

## Évolution

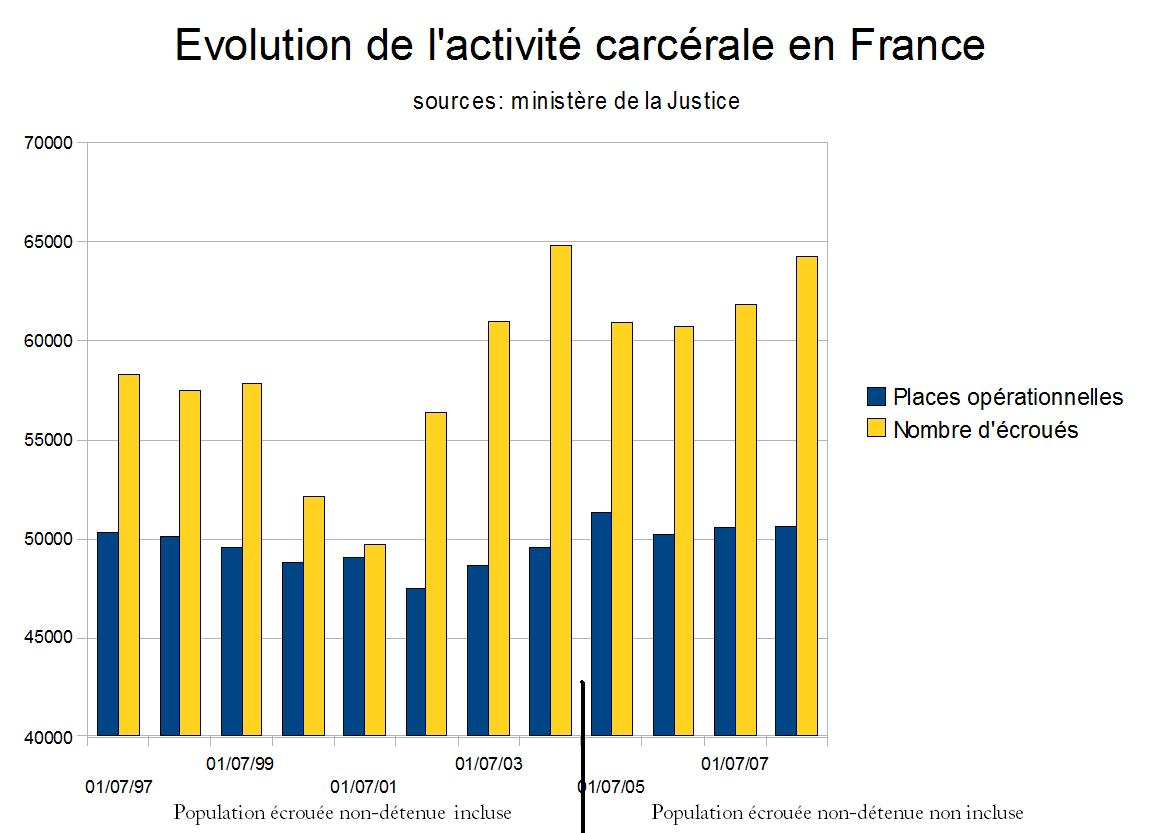
Évolution de l'activité carcérale en France de 1997 à 2008. Source: statistiques du Ministère de la Justice,,,,,,

L'évolution de la population carcérale et du nombre de places en France est la suivante :
- en 1946, 62 000 personnes détenues en métropole, ce qui donne un taux de détention record de 155 détenus pour 100 000 habitants, près de la moitié des prisonniers étant incarcéré pour fait de collaboration[8] ;
- en 1957, 20 000 personnes détenues, soit le taux de détention le plus bas de l'histoire de 45 détenus pour 100 000 habitants[8] ;
- de 1950 à 1980, la population carcérale française regroupe, en plus des détenus de droit commun, de nombreux prisonniers bénéficiant d'un régime pénitentiaire spécial, 25 % des détenus étant des Nord Africains en 1959 (contexte de la guerre d'Algérie). Elle baisse cependant de 1968 à 1975[pas clair][8] ;
- depuis 1975, l'inflation carcérale est corrélée avec l'augmentation de la durée d'incarcération[8] ;
- en 2006, on compte 50 207 places opérationnelles pour 60 771 écroués, soit une densité de 121 %[9] ;
- en mars 2007, on compte 50 393 places opérationnelles pour 62 204 écroués[10] ;
- en juillet 2007, on compte 50 557 places opérationnelles pour 61 810 écroués, soit une densité de 122 %[9] ;
- au 1er juillet 2008, 64 250 détenus pour un nombre de places non indiqué à cette date, la densité était néanmoins de 126 % en juin 2008[réf. nécessaire], un record absolu[pas clair] ;
- en septembre 2008, l'ancienne garde des Sceaux Élisabeth Guigou estimait le nombre de places au 1er juillet 2008 à 50 610[11].

Au 1er mars 2007, d'après le ministère de la Justice :
- 19 283 des écroués (31 %) sont des prévenus, c'est-à-dire en attente de procès[note 2] ;
- la population écrouée non hébergée a crû de 54,1 % entre mars 2006 et mars 2007.

Il n'est pas produit de chiffres discriminant la population carcérale selon la couleur de peau. Le sociologue Jérôme Valluy dit à ce sujet que « le Ministère de la Justice a honte de son racisme technocratique ».[source insuffisante]
Au 1er janvier 2008, d'après le ministère de la Justice, il y a :
- 50 693 places ;
- 61 076 personnes écrouées détenues dont 44 279 condamnés (69 %) et 16 797 prévenus (26 %), c'est-à-dire en attente de procès ;
- 2 927 personnes écrouées non hébergées.

Au 1er juillet 2012, d'après le ministère de la Justice, il y a :
- 57 408 places ;
- 67 373 personnes écrouées détenues dont 50 235 condamnés (75 %) et 17 138 prévenus (25 %), c'est-à-dire en attente de procès ;
- 10 889 personnes écrouées non hébergées.

Au 1er septembre 2016, d'après le ministère de la Justice, il y a :
- 58 587 places ;
- 68 253 personnes écrouées détenues dont 48 879 condamnés (71.5 %) et 19 384 prévenus (28.5 %), c'est-à-dire en attente de procès ;
- 10 514 personnes écrouées non hébergées.

Au 1er janvier 2016, d'après le ministère de la Justice, 249 298 personnes sont prises en charge par l'administration pénitentiaire, dont 172 007 personnes suivies en milieu ouvert et 76 601 personnes sous écrou. Et on compte 187 établissements pénitentiaires (86 maisons d'arrêt, 94 établissements pour peine, 6 établissements pénitentiaires pour mineurs, 1 établissement public de santé national à Fresnes), 103 services pénitentiaires d'insertion et de probation (SPIP), pour 37 801 agents (27 115 personnels de surveillance et 5 095 personnels des SPIP) et 2,69 milliards d'euros de budget annuel (hors pensions).
Au 1er juillet 2018, 70 710 sont incarcérés selon le ministère de l’intérieur, soit 104,3 pour 100 000 habitants.
Durant la pandémie de Covid-19, une baisse de 8 500 détenus sur tout le territoire est due à deux facteurs. Le premier, pour près de la moitié, est dû à la réduction de l’activité des juridictions pénales. L'autre facteur est l'augmentation des sorties de détention consécutives aux mesures mises en œuvre par les parquets et les juges d’application des peines depuis le début du confinement de 2020 en France. Thierry Cordelette, personnel pénitentiaire à la maison d'arrêt de Dijon, et délégué régional UFAP-UNSA, s'interroge « Si on est capables dans ce contexte-là de remettre dehors des détenus, et que cela se passe relativement bien, quand on va revenir à une situation normale, la question à se poser, c'est pourquoi incarcérer ces gens-là finalement ? On est capable de mettre 3 à 4 000 personnes dehors, et quand le confinement sera terminé, on remettra des gens dans les prisons pour arriver à des taux d'occupation de 200%. Ça pose question tout de même. » [réf. nécessaire]
Au 1er juillet 2021 :
- les prisons françaises comptent 67 971 détenus pour 60 398 places opérationnelles ;
- près de 30 % des personnes incarcérées (19 221) sont des prévenus détenus dans l'attente de leur jugement ;
- au total, 83 511 personnes sont placées sous écrou, dont 15 540 non détenues font l'objet d'un placement sous surveillance électronique (14 828) ou d'un placement à l'extérieur (712)[18].

Au 1er janvier 2023, les prisons françaises comptent 72 173 détenus, dont 5 489 en outre-mer, pour une densité carcérale de 119%.
Au 1er mars 2023 : 
- les prisons françaises comptent 72 351 détenus pour 60 949 places opérationnelles (densité carcérale de 118,7 % en moyenne) ;
- 19 407 personnes incarcérées sont des prévenus détenus dans l'attente de leur jugement et 3 041 sont des condamnés-prévenus (condamnés pour une ou plusieurs affaires et simultanément mis en cause dans d'autres affaires) ;
- au total, 88 183 personnes sont placées sous écrou, dont 15 832 non détenues font l'objet d'un placement sous surveillance électronique (15 098) ou d'un placement à l'extérieur (734)[20].

## La surpopulation chronique
Les condamnations de la France par la Cour européenne des droits de l'Homme (CEDH) se multiplient. Entre 2015 et 2017, 32 requêtes ont été déposées par des personnes détenues auprès de la Cour. Cette dernière a condamné la France dans une décision du 30 janvier 2020 pour les conditions de détention et l'absence de recours efficaces pour les détenus. Le principal problème pointé par la Cour est la surpopulation et ses conséquences (crasse, absence d'intimité, hausse des tensions, difficile accès au soin, et cætera). Le principe du placement en cellule individuelle, inscrit dans la loi depuis 1875 et réaffirmé en 2009, paraît alors bien loin.
Si la loi a évolué, le Parlement votant largement une loi "tendant à garantir le droit au respect et à la dignité en détention" (promulguée le 8 avril 2021), le problème de surpopulation n'a pas bougé.
Si certains établissements ou quartiers ont un taux d'occupation normal voire faible (notamment s'agissant des quartiers pour mineurs), six dépassent la barre des 200 % au 1er mars 2023 et cinquante ont une densité comprise entre 150 et 199 %. La moyenne est de 118,7 % d'occupation. Or cette situation n'est pas en voie d'amélioration : au 1er mars 2023, il avait fallu ajouter 2 026 matelas au sol pour que tous les détenus aient une place pour dormir, un chiffre en hausse de 21,7 % par rapport au 1er mars 2022.

## Période de détention

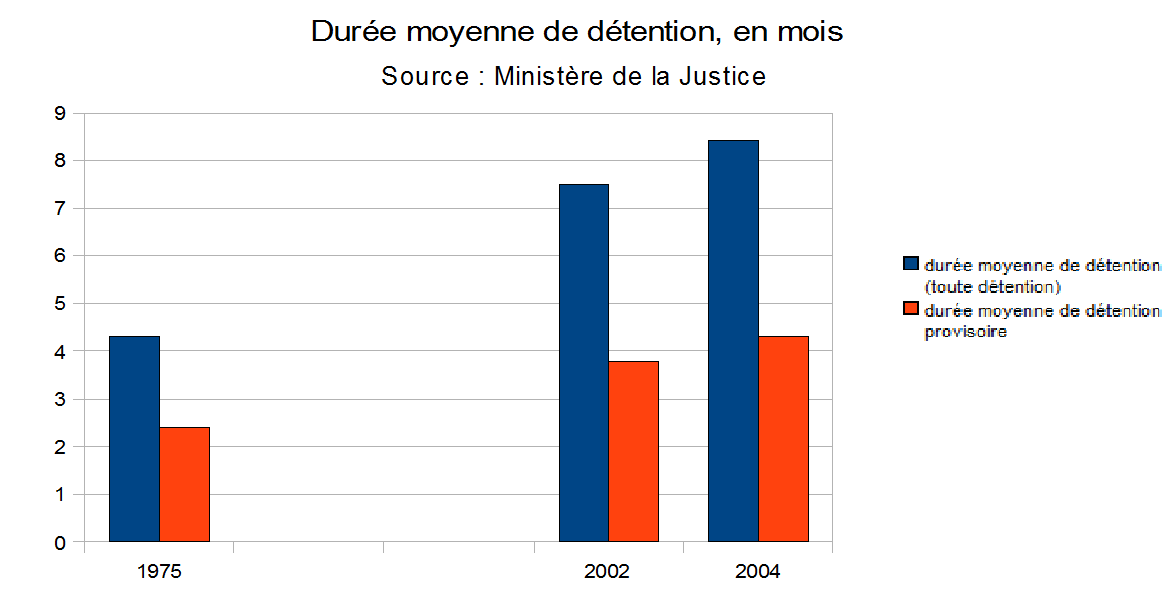
Durée moyenne de détention en France 1975-2004. Source : Ministère de la Justice

Au 1er septembre 2008, d'après le ministère de la Justice[réf. souhaitée] :
- 36,8 % des écroués sont condamnés à une peine de moins d'un an ;
- 23,4 % des écroués sont condamnés à une peine de un à trois ans ;
- 9,8 % des écroués sont condamnés à une peine de trois à cinq ans ;
- 30 % des écroués sont condamnés à une peine de plus de cinq ans.

En 2012, Casanova Agamemnon est le plus ancien détenu du pays. Incarcéré à La Réunion, il a déposé en 2018, après quarante-huit années passées derrière les barreaux, sa 23e demande de libération conditionnelle. Maurice Gateaux détient lui le record de l'incarcération la plus longue avec 53 ans de prison de suite.

## Répartition

### Population féminine
La population carcérale est composée en très grande majorité d'hommes : ainsi, selon les données du ministère de la Justice, les femmes représentaient 3,7 % des détenus en mars 2007, 3,5 % au 1er janvier 2016 et 3,2 % (soit 2 286 femmes) au 1er janvier 2023.
La découverte de l'ampleur de cette disparité statistique et de la surreprésentation masculine qu'elle traduit est au point de départ de la réflexion qui conduit l'historienne Lucile Peytavin à tenter d'estimer « ce que la France économiserait si les hommes se comportaient comme les femmes ». Ainsi, pour la seule administration pénitentiaire, sur la base d'une dépense annuelle totale d'environ 3,75 milliards d'euros et d'une répartition de 96,3 % d'hommes pour 3,7 % de femmes parmi les détenus, elle évalue le « coût de la virilité » à quelque 3,5 milliards d'euros par an.

### Population mineure

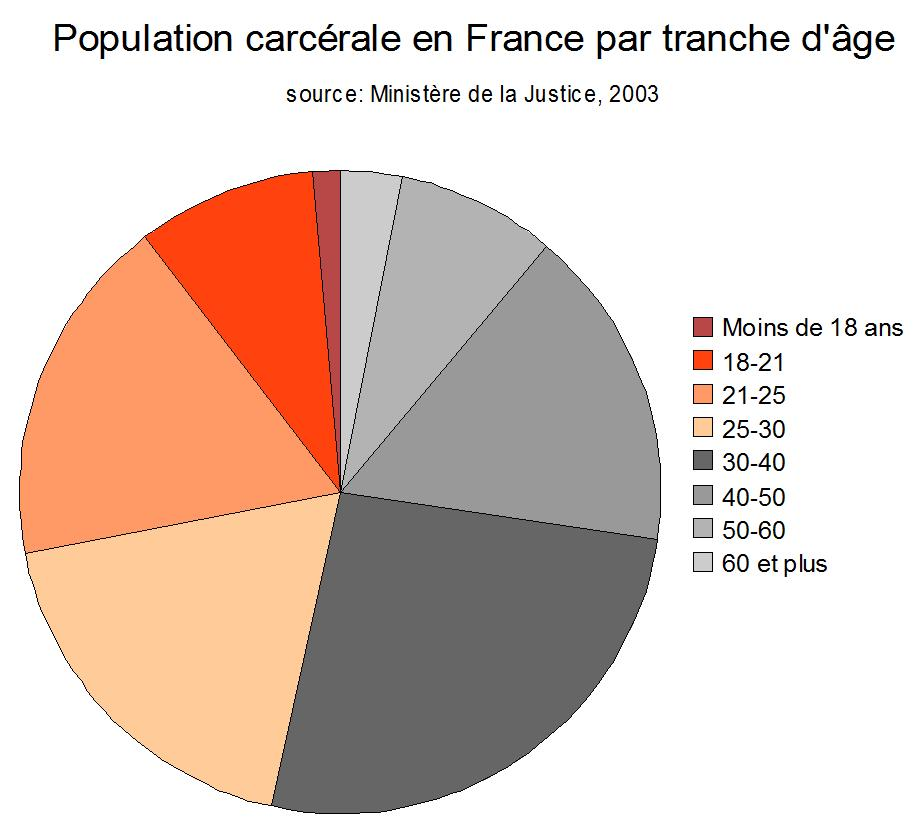
Population carcérale par tranche d'âge en France. En grisé, les 30 ans et plus.

Elle représente entre 1 et 2 % de la population carcérale. Au 1er septembre 2016, d'après le ministère de la Justice, les mineurs représentaient 1,1 % des détenus (724 mineurs). Au 1er mars 2023, 626 écroués détenus sont mineurs.

### Population non hébergée
Une partie de cette population n'est pas détenue en prison mais placée sous surveillance électronique.

### Population étrangère
En février 2018, le ministère de la Justice a publié, en réponse à une question posée à l'Assemblée nationale par le député Les Républicains Guillaume Larrivé, une statistique de la nationalité des détenus dans les prisons françaises. Cette statistique ne fait pas de différence entre prévenus et condamnés.
En avril 2020, le ministère de la Justice précisait que la population carcérale était composée de 15 386 étrangers, soit 23,6 % des détenus, la France comptant 7 % d'étrangers à cette date. Ce pourcentage élevé est en partie lié au fait qu'à délit égal, les étrangers, de même que les personnes sans domicile fixe, sont plus susceptibles d’être condamnés à de la prison ferme,.
| Ressortissants                | Nombre (et % des détenus en France) | Nombre (et % des détenus en France) | Nombre (et % des détenus en France) | Nombre (et % des détenus en France) |
|                               | au 1er février 2017                 | en 2007                             | pic de 1993                         | au 1er avril 2020                   |
| ----------------------------- | ----------------------------------- | ----------------------------------- | ----------------------------------- | ----------------------------------- |
| Algériens                     | 1 954                               |                                     |                                     | 2 288                               |
| Marocains                     | 1 895                               |                                     |                                     | 1 910                               |
| Roumains                      | 1 496                               |                                     |                                     |                                     |
| Tunisiens                     | 1 002                               |                                     |                                     | 980                                 |
| Albanais                      | 551                                 |                                     |                                     |                                     |
| Portugais                     | 480                                 |                                     |                                     |                                     |
| Congolais                     | 427                                 |                                     |                                     |                                     |
| Espagnols                     | 319                                 |                                     |                                     |                                     |
| Turcs                         | 301                                 |                                     |                                     |                                     |
| Surinamiens                   | 271                                 |                                     |                                     |                                     |
| Néerlandais                   | 239                                 |                                     |                                     |                                     |
| Géorgiens                     | 237                                 |                                     |                                     |                                     |
| Italiens                      | 213                                 |                                     |                                     |                                     |
| Comoriens                     | 196                                 |                                     |                                     |                                     |
| Sénégalais                    | 194                                 |                                     |                                     |                                     |
| Chinois                       | 157                                 |                                     |                                     |                                     |
| Allemands                     | 63                                  |                                     |                                     |                                     |
| Suisses                       | 18                                  |                                     |                                     |                                     |
| Américains                    | 15                                  |                                     |                                     |                                     |
| Apatrides                     | 10                                  |                                     |                                     |                                     |
| Japonais                      | 2                                   |                                     |                                     |                                     |
| Non connu ou non renseigné    | 66                                  |                                     |                                     |                                     |
| Autres                        | ...                                 |                                     |                                     |                                     |
| Totaux (et taux d'extranéité) | 14 964 (soit 22 %)                  | 11 140 (soit 19,2 %)                | 15 322 (soit 31,1 %)                | 15 386 (soit 23,6 %)                |

### Infractions commises
24 % des prisonniers sont en attente de jugement.
En 2012, environ 900 000 infractions ont donné lieu à environ 600 000 condamnations pénales prononcées à l’encontre de 520 000 personnes (97 000 personnes ont fait l’objet de plusieurs condamnations).
- Délits : 93,9 % (22 % des délits ont eux une condamnation ferme)
- Contravention de 5e classe : 5,7 % (Pas de condamnation ferme)
- Crime : 0,4 %

## Caractéristiques

### Mortalité
Le taux de suicide en prison est de 18,5 pour 10 000 prisonniers, contre 2,5 pour 10 000 habitants en France. Le taux de suicide en prison est donc sept fois plus élevé que dans le reste de la France, malgré le dispositif de sécurité anti-suicide déployé dans les prisons.